# Державна геологічна експертиза
Державна геологічна експертиза — науково-технічна діяльність пов'язана з дослідженням і аналізом результатів геологічного, техніко-економічного та іншого вивчення нагромаджень корисних копалин з метою визначення їх достовірності та економічної ефективності промислового освоєння.

## Загальні поняття
Геологічна експертиза — це проведення спеціалізованими підприємствами аналізу документів та матеріалів, у яких відображені геологічні та техніко-економічні показники проведеної надрокористувачем діяльності щодо використання ділянки надр, наданої згідно зі спеціальним дозволом на користування надрами; визначення достовірності та обґрунтованості цих показників, а також встановлення економічної ефективності промислового освоєння ділянки надр.

## Принципи геологічної експертизи
Геологічна експертиза ґрунтується на принципах:
- достовірності й повноти інформації, документів та матеріалів, що подаються надрокористувачами для проведення геологічної експертизи;

- наукової та методичної обґрунтованості й об'єктивності висновків геологічної експертизи;

- незалежності експертів геологічної експертизи.

## Об'єкти геологічної експертизи
Об'єктами геологічної експертизи (залежно від умов укладеного договору) можуть бути:
- матеріали початкової геолого-економічної оцінки ділянки надр, які обґрунтовують оцінку прогнозних ресурсів ділянок надр, переданих надрокористувачеві для здійснення геологічного вивчення, пошуково-оцінювальних робіт і розвідки родовищ корисних копалин, що заявлена для отримання спеціального дозволу на користування надрами для геологічного вивчення (у тому числі на дослідно-промислову розробку);

- матеріали попередньої геолого-економічної оцінки ділянки надр, які обґрунтовують попередньо оцінені запаси, що заявлена на отримання спеціального дозволу на користування надрами для геологічного вивчення (у тому числі на дослідно-промислову розробку);

- матеріали, що обґрунтовують правильність визначення надрокористувачем розміру обов'язкових платежів за користування надрами;

- геологічні звіти й картографічні матеріали за результатами науково-дослідних, геолого-зйомочних, пошуково-оцінювальних робіт, геофізичних, гідрогеологічних досліджень, здійснюваних у рамках державних і регіональних програм геологічного вивчення надр за рахунок бюджетних коштів різних рівнів, а також власних коштів надрокористувачів;

- передпроектна документація, пов'язана з геологічним вивченням надр;

- програми, проекти угод про розподіл продукції й інші матеріали на предмет повноти й комплексності добування корисних копалин, їх раціонального використання й охорони надр;

- проведення геологічного вивчення надр та інших робіт, які фінансуються за рахунок відрахувань на розвиток мінерально-сировинної бази, у тому числі переданих видобувним підприємствам, що самостійно проводять роботи з геологічного вивчення надр, а також за рахунок власних коштів надрокористувачів;

- проекти на видобуток корисних копалин у частині раціонального й комплексного використання надр;

- проекти на переробку мінеральної сировини в частині комплексного використання й охорони надр;

- геологічна інформація про ділянки надр, які надані для будівництва й експлуатації підземних споруджень для зберігання нафти й газу, захоронення токсичних речовин і відходів виробництва, скидання стічних вод і інших потреб, не пов'язаних з розробкою родовищ корисних копалин;

- проекти на спеціалізовані геологічні роботи, які виконуються на шельфі морів.